# 姚璹
姚璹（632年—705年），字令璋，武康（今德清）人。
散骑常侍姚思廉之孙。少時失去父母，抚养弟妹。永徽中明经擢第。累补太子宫门郎，不久以论撰之劳迁秘书郎。累迁至中书舍人。长寿二年（693年），拜为文昌左丞、同凤阁鸾台平章事。杨再思、姚璹建議继续与突厥联盟。武则天接受他們的意见认为契丹未平，继续交好突厥，突厥日益强大。萬歲通天元年（696年）五月甲子，契丹反叛，神功元年（697年）八月被平定，姚璹左遷益州長史。后来在工部尚书任上去世。

## 延伸阅读
[在维基数据编辑]
 在维基文库阅读此作者作品
 《舊唐書·卷89》，出自刘昫《舊唐書》
 《新唐書·卷102》，出自《新唐書》